# Polystichum transvaalense
Polystichum transvaalense är en träjonväxtart som beskrevs av N. C. Anthony. Polystichum transvaalense ingår i släktet Polystichum och familjen Dryopteridaceae. Inga underarter finns listade.